# Oldham (Grande Manchester)
Oldham é uma cidade da Grande Manchester, na Inglaterra. Está situada nos montes Peninos, entre os rios Irk e Medlock. Historicamente fazia parte do condado de Lancashire.
Fica a 5,3 milhas (8,5 km) a sul-sudeste de Rochdale, e a 6,9 milhas (11,1 quilômetros) a nordeste da de Manchester. Oldham é cercada por inúmeras cidades menores, que juntas formam o distrito metropolitano de Oldham, do qual a cidade de Oldham é o centro administrativo.